# تفجير المسيب 2005
كان تفجير المسيب عام 2005 هجومًا انتحاريًا على سوق في المسيب بالعراق، وهي بلدة تقع على بعد 35 ميلاً جنوب بغداد في 16 يوليو 2005.
فجّر المهاجم حزامه الناسف في سوق مزدحم، حيث توافد مئات الأشخاص للتسوق والاختلاط بعد انحسار حرارة النهار الخانقة. وقع الهجوم أثناء مرور صهريج محمل بغاز الطهي، مما أدى إلى اندلاع حريق هائل دمر عشرات المباني، بما في ذلك مسجد شيعي قريب كان المصلون يخرجون منه بعد صلاة العشاء.